# Puchar Australii i Nowej Zelandii w narciarstwie alpejskim 2023
Sezon 2023 Pucharu Australii i Nowej Zelandii w narciarstwie alpejskim rozpoczął się 28 sierpnia 2023 r. w nowozelandzkim Coronet Peak zawodami w slalomie gigancie, natomiast ostatnie zawody tej edycji rozegrano 2 września tego samego roku w tym samym ośrodku narciarskim. Finałowe zmagania zostały zwieńczone rywalizacją w slalomie. Łącznie zorganizowano 4 z planowanych 10 konkursów dla kobiet i mężczyzn.

## Puchar Australii i Nowej Zelandii w narciarstwie alpejskim kobiet
Wśród kobiet Pucharu Australii i Nowej Zelandii z sezonu 2022 broniła Amerykanka Ava Sunshine. Tym razem zwyciężyła jej rodaczka AJ Hurt.
W poszczególnych klasyfikacjach triumfowały: 
- gigant:  AJ Hurt
- slalom:  Nina Astner

## Puchar Australii i Nowej Zelandii w narciarstwie alpejskim mężczyzn
Wśród mężczyzn Pucharu Australii i Nowej Zelandii z sezonu 2022 bronił Amerykanin Isaiah Nelson. Tym razem zwyciężył Brytyjczyk Laurie Taylor.
W poszczególnych klasyfikacjach triumfowali:
- gigant:  Christian Borgnaes/ Fadri Janutin
- slalom:  Laurie Taylor